# Brugsch poppenspel Den Uyl

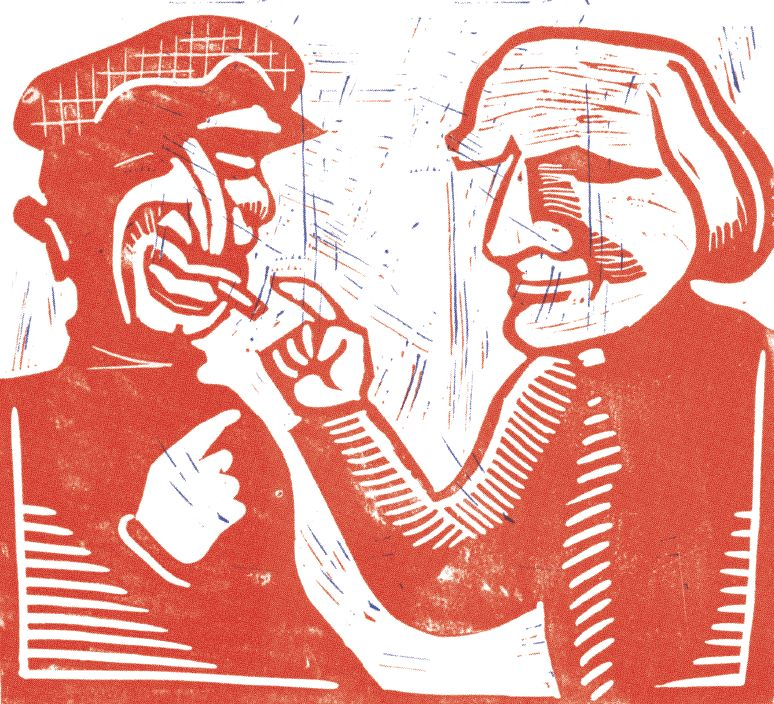
Campagnebeeld Den Uyl

Brugsch poppenspel Den Uyl was een theatergezelschap ontstaan in 1942 in Assebroek. Na een lange geschiedenis opdeelbaar in twee generaties, werd het gezelschap ontbonden in 1982. 

## Geschiedenis

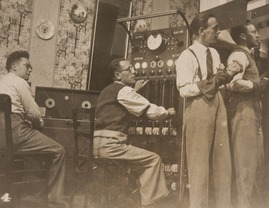
De poppenspelers van het Brugsch poppenspel Den Uyl in actie.

De veertig jaar durende geschiedenis van Den Uyl begon in 1942 met pastoor Jules Faes (Bovekerke, 6 januari 1882 - Assebroek, 2 januari 1945), eerste pastoor van de nieuwe parochiekerk Sint-Jozef en Christoffel, Gerard Schelpe en Marcel Seys in Assebroek. Faes was gewestvoorzitter van het Davidsfonds en kreeg het idee om een zinvolle, hoogstaande vorm van ontspanning te bieden aan zowel kinderen als volwassenen vanuit de leuze van het Davidsfonds 'Voor Godsdienst, Taal en Vaderland'. Hij had daarbij de culturele verheffing van het volk voor ogen, een idee dat zijn opgang maakte tijdens het interbellum. In tegenstelling tot het traditionele poppenspel, zoals het poesjenellentheater in Antwerpen of de 'spellekes' in Gent, spraken de poppen van Den Uyl geen dialect, maar 'Algemeen Beschaafd Nederlands'. Ook dit moest bijdragen tot de verheffing van het Vlaamse volk. Om vooruit te komen in het leven diende men verzorgd Nederlands te spreken.
Om te kunnen spelen tijdens de oorlogsjaren dienden alle voorstellingen de goedkeuring te krijgen van de V.V.V.P., de Vereniging van Vlaamse Poppenspelers van Jozef Contryn, die samenwerkte met de Duitse bezetter.
Waar Faes in de begindagen zorgde voor het literaire aspect van deze kunstvorm, stonden Gerard Schelpe en Marcel Seys in voor de uitvoering van de plannen, het ontwerp en realisatie van de poppenkast, de poppen, de decors, het drukwerk, enz. Om met de poppen te spelen konden ze rekenen op enkele kennissen, van wie sommigen al enige theaterervaring hadden.
Den Uyl stond in zijn tijd bekend als een van de meest vooruitstrevende en best uitgeruste poppentheaters van België en dat had het niet enkel te danken aan de prachtig uitgesneden poppen, kunstige decors en kwalitatief hoogstaande scenario's. Ook het klank- en lichtspel was indrukwekkend voor die tijd.
Na de dood van Jules Faes, vond Den Uyl een nieuwe auteur van poppentheater in de persoon van de Gezelliaanse priester Karel De Busschere (1912-1998).
Na enkele jaren van succes en modernisering kwam er voor Den Uyl in 1947 nog meer goed nieuws. Het gezelschap kreeg een vast theater toegewezen in de Brugse binnenstad (Groeninge 9Bis). In 1948 won Den Uyl de ereprijs op een poppenspeltoernooi in Antwerpen. Hierdoor kwamen de Brugse poppenspelers ook in de belangstelling van de nationale pers.
Daarin werden de voorstellingen van Den Uyl onder meer omschreven als 'een prachtig staaltje kleinkunst'. Echter, midden de jaren 1950 viel de eerste generatie poppenspelers uit elkaar.
Tien jaar later, in 1963, kwam er interesse vanwege een vroegere medewerker. Firmin Raes (1907-1987), die de culturele werking binnen het metaalbedrijf La Brugeoise coördineerde, kocht heel de uitrusting van het poppentheater over. Er werd een nieuwe naam gegeven: 'Poppenspel der Santinnen Den Uyl', verwijzend naar het toneelgezelschap 'De drie Santinnen' van La Brugeoise. Omdat Raes vond dat het beschikbare repertoire niet volstond, ging hij op zoek naar een uitbreiding, en die vond hij bij Jozef en Louis Contryn.
De zware houten poppenkast werd vervangen door een poppenkast uit licht metaal. De poppen werden ook in andere rollen ingeschakeld. Zo kreeg bijvoorbeeld Tijl Uilenspiegel een grotere rol in het repertoire. De nieuwe Uyl trad minder frequent op als zijn voorganger en speelde enkel nog voor kinderen. Toen de medewerkers, allen werknemers van La Brugeoise, op pensioen gingen en er geen zicht was op verjonging, viel het doek over Poppenspel Den Uyl . De laatst bekende voorstelling vond plaats in Sijsele op 4 december 1982.

## Het repertoire
Het repertoire van het Brugsch poppenspel Den Uyl bestond zowel uit stukken voor kinderen als voor volwassenen. Op het programma stonden zowel nieuwe creaties als bewerkingen van oude verhalen. De teksten hebben een volks karakter, zijn voorzien van de nodige humor en hebben telkens een licht moraliserende ondertoon. Belangrijk is het gebruik van een soort Algemeen Beschaafd Nederlands en het toespelen op de actualiteit. De tweede generatie spelers richtte zich uitsluitend tot kinderen.

### Stukken opgevoerd door het Brugsch poppenspel Den Uyl
| Naam toneelstuk                                                                                             | Schrijver(s)                      | Vanaf wanneer opgevoerd?                        |
| --- | --------------------------------- | ----------------------------------------------- |
| De Hellejongen                                                                                              | Eerwaarde Heer Jules Faes         | 1942 - 1943                                     |
| Stekvooies Kerstdag                                                                                         | Jules Faes                        | 1942 - 1943                                     |
| Lest lacht, best lacht                                                                                      | Jules Faes en Marcel Seys         | 1942 - 1943                                     |
| Meerdernood                                                                                                 | Jules Faes                        | 1942 - 1943                                     |
| Sint - Niklaas en de Duivel                                                                                 | Jules Faes                        | 1942 - 1943                                     |
| Kwa Bette                                                                                                   | auteur niet vermeld               | 1942 - 1943                                     |
| Boerke Naas                                                                                                 | Jules Faes                        | 1942 - 1943                                     |
| Izaaks Riemschoenen                                                                                         | Jules Faes                        | 1942 - 1943                                     |
| Het betoverd Kasteel                                                                                        | Jules Faes                        | 1942 - 1943                                     |
| Stekvooies Hellevaart                                                                                       | Rik Decoene                       | 1942 - 1943                                     |
| De Drie Rovers                                                                                              | Jules Faes                        | 1942 - 1943                                     |
| Duimke en de Reus                                                                                           | Jules Faes                        | 1945 - 1946                                     |
| 't Geschenk van de Drie Koningen                                                                            | Jules Faes                        | 1945 - 1946                                     |
| Stekvooie de Blauwer                                                                                        | Marcel Seys                       | werd na de oorlog toegevoegd aan het repertoire |
| De Leugenzak, de schelmstreken van Kobus lante uit Waremaregem tegen koster Candelaere en pastoor Goegebeur | Eerwaarde Heer Karel de Busschere | 1945 - 1946                                     |
| Hans en Grietje                                                                                             | bewerking door Karel de Busschere | 1946 - 1947                                     |
| Doornroosje                                                                                                 | bewerking door Karel de Busschere | 1947 - 1948                                     |
| Snackaerts molen                                                                                            | Karel de Busschere                | 1947 - 1948                                     |
| Van Kinderen in Kuipen                                                                                      | bewerking door Karel de Busschere | 1947 - 1948                                     |
| Tijl fopt de duivel                                                                                         | Karel de Busschere                | 1950                                            |
| Manneke Maan en de Toverlantaarn                                                                            | Karel de Busschere                | 1950                                            |

### Stukken opgevoerd door het Poppenspel der Santinnen Den Uyl
Het repertoire werd met de komst van Firmin Raes uitgebreid met teksten afkomstig uit ‘Het Poppenspel’, een tijdschrift gesticht door Jozef en Louis Contryn in Mechelen.
| Naam toneelstuk                                                                                 | Schrijver(s)                                                        | Vanaf wanneer opgevoerd? |
| ----------------------------------------------------------------------------------------------- | ------------------------------------------------------------------- | ------------------------ |
| Het Gelukskind of de duivel met de drie gouden haren                                            | Heinrich Maria Denneborg (Nederlandse bewerking door Jozef Contryn) | 1966 - 1967              |
| Stekvooie en de gestolen gouden kroon (bewerking op 'Jan Klaassen en de gestolen gouden kroon') | Barno Jacovi                                                        | 1967 - 1968              |
| Prinsesje wil geen melk                                                                         | Wim Verleen                                                         | 1967 - 1968              |
| Lamme Goedzak de wonderjager                                                                    | Joris Dewaele                                                       | 1968 - 1969              |
| Mieke Mizerie                                                                                   |                                                                     | 1968 - 1969              |
| De redding van koning Patat                                                                     |                                                                     | 1968 - 1969              |

## De poppen

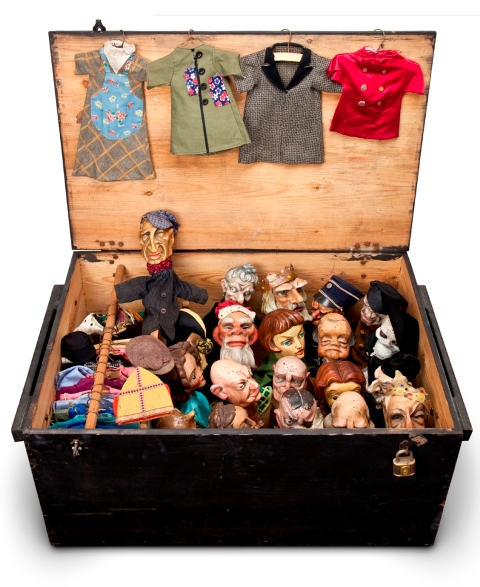
Vervoerskist waarin de poppen en hun kledij werden vervoerd

Voor het ontwerpen van de poppen deed het gezelschap vooral beroep op de beeldhouwer Koos van der Kaaij. Hun gelaatstrekken werden uitgesneden in zacht lindenhout. De algemene gelaatstrekken bij de poppen waren van zeer groot belang, dit omdat de spelers bij het gebruik van de poppen niet konden rekenen op de mimiek voor de ondersteuning van hun woorden.
Elke pop is een karakter op zich. Het louter folkloristische werd bij Den Uyl overstegen door het aanbrengen van hoekigheid, scherpte en expressiviteit in hun poppen. Bij het aanbrengen van de verf en de groeven zorgde men ervoor dat er een subtiel licht– en schaduwspel ontstond, wat de verfijning van de poppen ten goede kwam.
Het correct gebruik van lichtinval, een indrukwekkend klankenspel en kunstige decors waren naast de poppen de grootste toonbeelden van het artistiek talent dat schuilging in Den Uyl.
| Naam pop          | Pop | Beschrijving van de pop |
| ----------------- | --- | --- |
| Stekvooie         |     | De figuur van Stekvooie was de hoofdfiguur van Den Uyl, hij werd aanzien als de held. Hij is het prototype van een ruwe bolster met een blanke pit, een sympathieke boef. |
| Tijl Uilenspiegel |     | Het poppenspel kent zijn oorsprong tijdens het interbellum, de periode van het groeiend nationalisme. In het nog jonge België geniet Tijl Uilenspiegel nog de reputatie van een nationale held, die de onafhankelijkheidsstrijd van het Belgische volk symboliseert. Maar dit wordt door de Vlaamse beweging in één adem naar een Vlaamse held vertaald. De kleuren van het narrenpak van de Tijl-pop bij Den Uyl, zwart en geel, spreken voor zich.                   |
| Izaak             |     | Deze pop is het toonbeeld van de jood tijdens het interbellum. De pop beantwoordt aan het stereotiepe beeld van een Oost–Europese Jood die er in die tijd heerste: een grote haakneus, een lange baard, een lange zwarte jas en een zwarte muts. Hij wordt vaak als gierig bestempeld en heeft een opvliegend karakter. Deze negatieve visie van een Jood geeft duidelijk blijk van de antisemitische ingesteldheid die deel uitmaakte van het maatschappelijke leven. |
| Pastoor Goegebeur |     | Deze pop, die gebaseerd is op de patroongeestelijke van de parochiegeestelijken, Jean – Baptiste Marie Vianney (Dardilly, 1786 – Ars, 1859), heeft een smal gezicht en lang, grijs haar. Na verloop van tijd wordt ook gewezen op de gelijkenissen met Hugo Verriest, priester, leerling en verdediger van Guido Gezelle. De pastoor heeft een eenvoudige en diepe beleving van het geloof.                                                                            |
| Meetje            |     | Staat bekend als 'een vrouw uit het volk' met een zekere vorm van rustige ernst. Ze draagt een donkere kapmantel en een muts. |
| Cies              |     | Wordt omschreven als ‘zodanig goed dat hij niet deugt". |
| Kwa Bette         |     | Dit is de verbeelding van de traditionele bazige vrouw, "uiteraard geschikt tot veelvuldig weduwschap". |
| Bietebauw         |     | “Agent Bietebauw is de uitvoerende macht tussen twee borrels”, getuige hiervan is de rood aangelopen neus van de pop. |
| Sooie             |     | “Te mijden in het donker”, dit is duidelijk in de dreigende gelaatstrekken van de pop. |

## Techniek

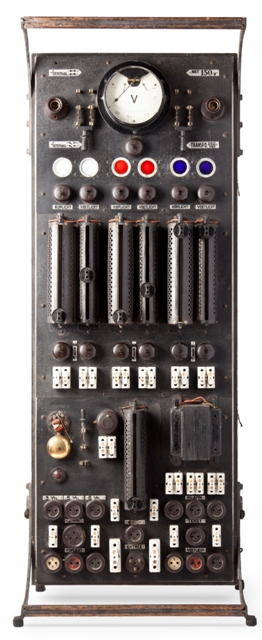
Het bedieningspaneel waarmee de technische kant van de voorstelling werd geregeld.

Marcel Seys stond in de beginjaren in voor het uitwerken van een klank– en lichtpaneel. De muziek werd vastgelegd op grammofoonplaten. De muzikale omkadering bij de voorstellingen werd vooral ingevuld met volksliederen maar er werden ook heel wat klassieke stukken gebruikt. Geluidseffecten werden niet enkel op grammofoonplaten vastgelegd, er werd ook gebruikgemaakt van andere middelen zoals een slappe plaat om een storm op te roepen.
Aanvankelijk gebruikte Den Uyl een zware houten poppenkast die moeilijk te vervoeren was. Toen Firmin Raes nieuw leven blies in het gezelschap, werd ervoor gekozen om een nieuwe poppenkast in licht metaal te laten maken.

## Naar het Museum van Volkskunde
De dochter van Firmin Raes, de man die verantwoordelijk was voor het tweede leven van Den Uyl, schonk in 1989 een volledige collectie poppen, kledij, decorstukken, archief, enz, aan het Volkskundemuseum van Brugge. In dit museum is sinds september 2013 een zaaltje gewijd aan Den Uyl.